# Narberth, Pennsylvania

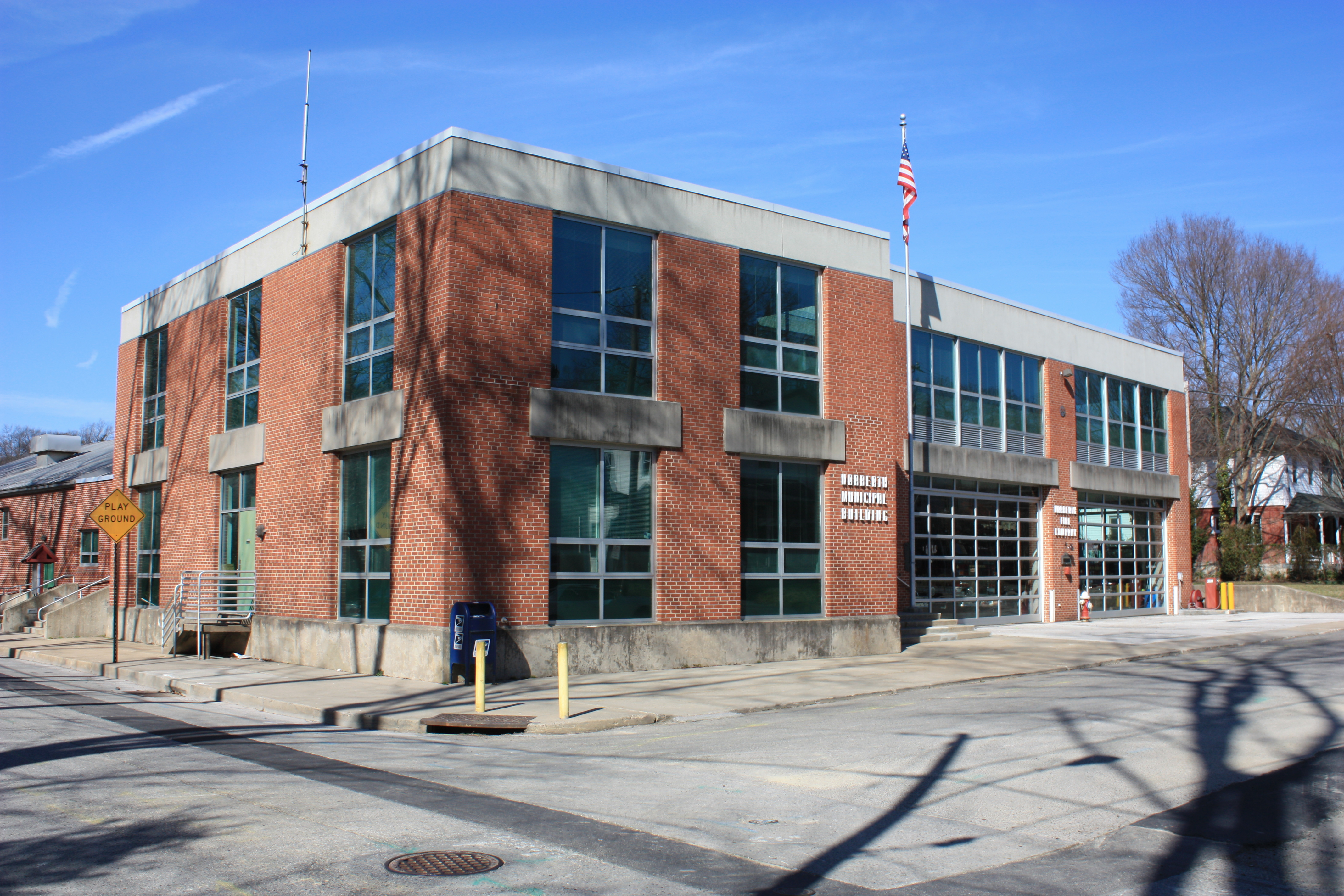
Narberth Borough Hall

Narberth är en ort av typen borough i Montgomery County i den amerikanska delstaten Pennsylvania med en yta av 1,3 km² och en folkmängd som uppgår till 4 233 invånare (2000).

## Kända personer från Narberth
- John Hickenlooper, politiker